# ニコラ・ヴァシリェヴィッチ (1996年生のサッカー選手)
ニコラ・ヴァシリェヴィッチ（セルビア語: Никола Васиљевић, Nikola Vasiljević、1996年6月24日 - ）は、セルビアのサッカー選手。ポジションはゴールキーパー。

## クラブ歴
地元FKラドニチュキ・ニシュの下部組織でサッカーを始め、FKスロボダ・ウジツェの下部組織に移った。2013年の初めにトップチームに昇格した。2014年夏にラドニチュキ・ニシュに戻った。しかし両チームで出場機会を掴む事は出来ず、2015年夏にFKラドニク・スルドゥリツァに移籍。翌年春にプロ初出場を記録した。2018年3月に3年の契約延長。その後正ゴールキーパーとしてゴールを守った。
2019年夏にレッドスター・ベオグラードに移籍。

## 代表歴
2018年9月にアレクサンダル・ヨヴァノヴィッチが負傷したために追加招集された。しかし出場機会は無かった。2ヶ月後の代表にもマルコ・ドミトロヴィッチが負傷したために追加招集された。